# Draba stylosa
Draba stylosa là một loài thực vật có hoa trong họ Cải. Loài này được Turcz. mô tả khoa học đầu tiên năm 1854.